# چرخ‌ریسک
چرخ‌ریسک پرنده‌ای ریزجثه و ظریف به وزن تقریبی یازده گرم، درخت‌زی، بالارو، شاد، زیبا و فوق‌العاده فعال و پرجنب‌وجوش است و صدای بسیار زیبایی دارد. بال‌هایش کوتاه و قلبش بزرگ و قوی است. از حشرات تغذیه می‌کند؛ طعمه را میان پنجه‌های پا گرفته، با فشار آوردن روی شاخه له کرده و می‌خورد. در میان پرندگان نغمه خوان از همه پرانرژی تر و در مقابل گرسنگی از همه کم طاقت تر است، به‌طوری‌که بیش از ۲۴ ساعت نمی‌تواند گرسنه بماند؛ از این رو تلفات این پرنده در فصل زمستان قابل ملاحظه است.
در سوراخ تنه درخت آشیانه می‌سازد. اگر حفره درختی پیدا نکند، در سوراخ زمین، جعبه پست منازل و حتی در قوطی کنسرو خالی هم تخم می‌گذارد. در سال دو بار و در هر دفعه بین ۶ تا ۱۲ و گهگاه بیشتر تخمگذاری می‌کند.
در فرهنگ اسطوره‌ای گیلک‌ها کولکاپیس یا کولکافیس (نام این پرنده در زبان گیلکی) زادهٔ بلبل دانسته شده و تلقی می‌شود بلبل ماده هفت عدد تخم می‌گذارد که از میان تخم‌ها شش عدد بلبل و تنها یکی کولکاپیس به دنیا می‌آید.
این پرنده از خانواده چرخ‌ریسکان(Paridae)است.
بجز آمریکای جنوبی، چرخ‌ریسک‌ها در جنگل‌ها، بیشه‌ها، پارک‌ها و باغ‌های تمامی نقاط دنیا یافت می‌شود.

## گونه‌ها
- چرخ‌ریسک پشت‌بلوطی (Penduline tit)
- چرخ‌ریسک دم‌دراز (Aegithalidae)
- چرخ‌ریسک سر آبی (Cyanistes caeruleus)
- چرخ‌ریسک غمگین (Poecile lugubris)
- چرخ‌ریسک زغالی (Periparus ater)
- چرخ‌ریسک بزرگ (Parus major)
- چرخ‌ریسک بخارایی یا تورانی (Parus bokharensis)